# Katharina Lorenz
Pour les articles homonymes, voir Lorenz.
Katharina Lorenz, née le 19 décembre 1978 à Leverkusen (Allemagne), est une actrice allemande.

## Biographie
Katharina Lorenz est fille du musicien et peintre Peter Lorenz et la petite-fille de l'artiste de Leverkusen Kurt Lorenz (de).
Katharina Lorenz prend des cours de ballet et de danse dès son enfance puis commence sa carrière d'actrice au Junges Theater de Leverkusen. Après avoir étudié le théâtre de 1999 à 2002 à l'école Otto Falckenberg de Munich, elle obtient un engagement au Munich Kammerspiele. Pendant ce temps, elle monte également sur scène pour la première fois dans La Nuit des rois de William Shakespeare. Après trois ans, Katharina Lorenz devient membre permanent du Hanover Theatre, où elle reçoit des critiques positives à très bonnes pour ses rôles principaux, tels que Viola dans La Nuit des rois.
En plus de ses apparitions à Hanovre, elle joue des rôles d'invités dans d'autres théâtres (notamment à Berlin au Deutsches Theater) et joue dans des films comme Keine Lieder über Liebe. Avec Les Trois Sœurs d'Anton Tchekhov, Lorenz tient le rôle de Masha au Theatertreffen de Berlin. En 2006, Katharina Lorenz est élue meilleure jeune actrice par le magazine Theater heute.
En plus de son travail au théâtre, Katharina Lorenz joue également dans plusieurs téléfilms qui se distinguent souvent par des acteurs de premier plan. Dans le drame Du gehörst mir (ZDF) elle joue le rôle de la journaliste et épouse Melanie aux côtés de Tobias Moretti. Dans le long métrage La Ligne de cœur (Kammerfibrillern), elle joue aux côtés d'Ulrich Noethen, Bibiana Beglau et Rosel Zech. Lorenz est aussi vue dans le rôle principal de la série ARD Der Tel-Aviv-Krimi (de) dans le rôle de Sara Stein, une détective berlinoise aux racines juives. La première diffusion de l'épisode pilote Death in Berlin dans le programme principal du soir de l'ARD a lieu le 3 mars 2016.
Katharina Lorenz est engagée au Burgtheater de Vienne depuis la saison 2008/2009, où elle joue Margarete (Gretchen) dans la production Faust du metteur en scène du Burgtheater Matthias Hartmann aux côtés de Gert Voss et Tobias Moretti.

## Théâtre (sélection)

### Théâtre de Hanovre
- 2003 : Mamma Medea de Tom Lanoye : Absyrtos, Kreusa, mise en scène de Sebastian Nübling
- 2003 : Ich habe einfach Glück : Lelle, d'Alexa Hennig von Lange, mise en scène de Inga Helfrich, Stefan Otteni
- 2003 : Peer Gynt de Henrik Ibsen : Solveig, mise en scène de Johann Kresnik
- 2004 : Sommergäste (en) de Maxim Gorki : Julija, mise en scène de Anselm Weber
- 2004 : La Nuit des rois de William Shakespeare : Viola, mise en scène de Sebastian Nübling
- 2005 : Don Carlos : Elisabeth von Valois, de Friedrich Schiller, mise en scène de Wilfried Minks
- 2006 : Les Trois Sœurs d'Anton Tchekhov : Macha, mise en scène de Jürgen Gosch
- 2006 : Trauer muss Elektra tragen d'Eugene O'Neill : Lavinia, mise en scène de Wilfried Minks
- 2007 : Comme il vous plaira de William Shakespeare : Rosalinde, mise en scène de Jürgen Gosch

### Théâtre de Düsseldorf
- 2007 : La Nuit des rois de William Shakespeare : Viola, mise en scène Jürgen Gosch

### Burgtheater Vienne
- 2008 : Qui a peur de Virginia Woolf ? de Edward Albee : Putzi, mise en scène de Jan Bosse
- 2009 : Trilogie des retrouvailles de Botho Strauss : Johanna, mise en scène de Stefan Bachmann
- 2009 : Faust de Johann Wolfgang von Goethe : Gretchen, mise en scène de Matthias Hartmann
- 2010 : Othello de William Shakespeare : Desdémone, mise en scène de Jan Bosse
- 2010 : Die Jüdin von Toledo (de) de Franz Grillparzer : Esther, mise en scène de Stephan Kimmig
- 2010 : La Nuit des rois de William Shakespeare : Viola, mise en scène de Matthias Hartmann
- 2011 : Das weite Land d'Arthur Schnitzler : Erna, mise en scène de Alvis Hermanis
- 2011 : Der ideale Mann (Un mari idéal) : Lady Chiltern, d'Oscar Wilde et Elfriede Jelinek, mise en scène de Barbara Frey
- 2012 : Un tramway nommé Désir de Tennessee Williams : Stella, mise en scène de Dieter Giesing
- 2013 : Liliom de Franz Molnár : Julie, mise en scène de Barbara Frey

## Filmographie partielle

### Au cinéma
- 2004 : La Ligne de cœur (Kammerflimmern)
- 2005 : Keine Lieder über Liebe (de)
- 2006 : Geisterstunde
- 2007 : Return of the Storks (en) (allemand : Rückkehr der Störche ; slovaque : Návrat bocianov
- 2007 : Für den unbekannten Hund (de)
- 2010 : Das rote Zimmer (de)
- 2011 : Der Kardinal (de)
- 2012 : Unter anderen Umständen: Spiel mit dem Feuer (de)
- 2013 : Sein letztes Rennen (de)
- 2014 : Bornholmer Straße (de)
- 2014 : Meine Frau, ihr Traummann und ich (de)
- 2015 : Refuge (Freistatt)
- 2016 : Lou Andreas-Salomé
- 2016 : Kästner und der kleine Dienstag (de)
- 2017 : Life Guidance (de)
- 2019 : Das Ende der Wahrheit (de)
- 2020 : Erzgebirgskrimi – Tödlicher Akkord (de)
- 2020 : Die Toten vom Bodensee – Der Wegspuk (de)
- 2021 : Mord in der Familie – Der Zauberwürfel (de)
- 2022 : Corsage : Marie Festetics

### À la télévision
- 2007 : Du gehörst mir   (série télévisée)
- 2008 : Tatort, épisode Wolfsstunde  (série télévisée)
- 2008 : Großstadtrevier (de)  (épisode Al dente, série télévisée)
- 2008 : Marie Brand und die tödliche Gier (de)  (série télévisée)
- 2009 : Stolberg (épisode Am Tag danach, série télévisée)
- 2009 : Was glücklich macht  (téléfilm)
- 2010 : Tatort, épisode Familienbande (série télévisée)
- 2012 : Das Ende einer Nacht (de)  (téléfilm)
- 2013 : Bella Block: Angeklagt (de)  (série télévisée)
- 2014 : Die Chefin  (épisode Zahltag, série télévisée)
- 2015 : Ein großer Aufbruch (de)  (téléfilm)
- 2015 : Der verlorene Bruder (de)  (téléfilm)
- 2015 : Der Tel-Aviv-Krimi (de)  (épisode Tod in Berlin, série télévisée)
- 2016 : Der Tel-Aviv-Krimi (de)  (épisode Shiv'a, série télévisée)
- 2017 : Der Tel-Aviv-Krimi (de)  (épisode Masada, série télévisée)
- 2017 : Der Tel-Aviv-Krimi (de)  (épisode Alte Freunde, série télévisée)
- 2017 : Der Tod und das Mädchen  (épisode Van Leeuwens dritter Fall, série télévisée)

## Récompenses et distinctions
- (en) Katharina Lorenz: Awards, sur l'Internet Movie Database